# Kékesd, Baranya
Kékesd este un sat în districtul Pécsvárad, județul Baranya, Ungaria, având o populație de 167 de locuitori (2011). 

## Demografie
Componența etnică a satului Kékesd
     Maghiari (90,61%)
     Germani (4,97%)
     Romi (2,76%)
     Croați (1,66%)
Componența confesională a satului Kékesd
     Fără religie (11,98%)
     Reformați (1,8%)
     Necunoscută (86,23%)
Conform recensământului din 2011, satul Kékesd avea 167 de locuitori. Din punct de vedere etnic, majoritatea locuitorilor (90,61%) erau maghiari, existând și minorități de germani (4,97%), romi (2,76%) și croați (1,66%). Nu există o religie majoritară, locuitorii fiind persoane fără religie (11,98%) și reformați (1,8%). Pentru 86,23% din locuitori nu este cunoscută apartenența confesională.